# 鹿田荘
鹿田荘（しかたのしょう/かだのしょう）は、備前国御野郡（現在の岡山県岡山市南部）にあった荘園。藤原氏の氏長者（藤氏長者）が継承した殿下渡領の1つ。

## 概要
旭川下流右岸、岡山平野に広がる荘園で、その歴史は奈良時代末期まで遡る。
弘仁8年（817年）に藤原冬嗣は同荘を藤原氏の氏寺である興福寺に寄進して、その地子を南円堂法華会の料米に充て、昌泰3年（900年）には藤原時平が別途に長講会の料米に充てている。また、同じく藤原氏ゆかりの大原野神社にも一部が寄進されている。平安時代中期以降は、殿下渡領として摂関家の支配が確立された。
寛和2年（986年）に国司である藤原理兼が鹿田荘の荘司と争って地子米を奪い、荘民の居宅300軒余りを破壊したとして、解官・放氏という処分を受けている。平安時代末期には平重衡と九条光長が年預を務めている。
南北朝時代には地元の武士である松田氏が台頭し、摂関家が本家、興福寺が領家、松田氏が代官として、代官請による年貢徴収を行う体制が成立するが、応仁の乱後には本家・領家の支配は有名無実化したとみられている。
鹿田荘は旭川河口に近く、瀬戸内海の水運の要に位置していたために小規模な地方都市が形成され、明治以降も鹿田村という町名が伝わっていた。